# Masakra w rafinerii w Hajfie
Masakra w rafinerii w Hajfie – zamach terrorystyczny przeprowadzony w dniu 30 grudnia 1947 roku w Rafinerii w Hajfie przez członków żydowskiej podziemnej organizacji paramilitarnej Irgun. Rozwścieczeni Arabowie dopuścili się pogromu żydowskich robotników. Przybycie brytyjskich żołnierzy i jednostek policji mandatowej położyło kres przemocy. Zginęło 6 Arabów i 39 Żydów, natomiast rannych było 42 Arabów i 49 Żydów. Starcie było częścią wojny domowej w Mandacie Palestyny.

## Okoliczności masakry
Rafineria ropy naftowej w Hajfie została wybudowana w latach 1938-1944 przez konsorcjum Consolidated Refineries Limited (CRL) będące spółką joint venture Shella i Anglo-American Oil Co. Rafineria była usytuowana na końcu wybudowanego przez Brytyjczyków ropociągu Mosul-Hajfa, który dostarczał ropę naftową z pól roponośnych w rejonie Kirkuku (Królestwo Iraku) do Brytyjskiego Mandatu Palestyny. Budowę rafinerii zrealizowała amerykańska spółka budowlana Kellogg Brown & Root we współpracy z żydowską spółką Solel Boneh. Stosunku między żydowskimi i arabskimi pracownikami rafinerii były bardzo dobre. W Rafinerii w Hajfie na koniec 1947 roku pracowało około 1700 arabskich i 270 żydowskich robotników, oraz jako pracownicy biurowi 190 Arabów, 110 Żydów i 60 Brytyjczyków. Jednakże konflikt izraelsko-arabski silnie wpływał na wszystkich mieszkańców Palestyny. Poszukując pokojowego sposobu rozwiązania konfliktu, w dniu 29 listopada 1947 roku przyjęta została Rezolucja Zgromadzenia Ogólnego ONZ nr 181, która dzieliła terytorium Palestyny na dwa państwa: żydowskie i arabskie. Społeczność żydowska zaakceptowała rezolucję, jednak Arabowie ją odrzucili i dzień później doprowadzili do wybuchu wojny domowej w Mandacie Palestyny. Jej pierwszy etap przyjął postać wojny o drogi, podczas której arabskie milicje sparaliżowały żydowską komunikację. Siły największej żydowskiej organizacji paramilitarnej Hagana ograniczyły swoje działania do obrony osad żydowskich. Działania odwetowa prowadziła jedynie radykalna prawicowa podziemna organizacja żydowska Irgun Cewai Leumi. Już w 1936 roku przyjęła ona stworzoną przez Dawida Razi’ela strategię „aktywnej obrony”. Opierała się ona na wyprzedzających atakach stanowiących skuteczną obronę żydowskich osiedli. Teraz te działania rozszerzono, rozpoczynając kampanię podkładania bomb na zatłoczonych targowiskach i przystankach autobusowych, powodując liczne ofiary pośród ludności cywilnej. Działania te przypominały w swojej formie ataki terrorystyczne. Doszło także do kilku zbrodni wojennych popełnionych w arabskich wsiach. Od 24 grudnia 1947 w wojnie domowej nastąpiła wyraźna eskalacja przemocy, a obie strony zadawały sobie coraz cięższe straty.

## Przebieg zamachu
W dniu 30 grudnia 1947 roku członkowie Irgunu rzucili z przejeżdżającego samochodu trzy granaty ręczne w tłum arabskich robotników, którzy oczekiwali na jednodniowe zatrudnienie przed główną bramą wejściową do rafinerii. W wybuchach zginęło 6 arabskich robotników, a 42 osoby zostały ranne.
Rozwścieczeni Arabowie zaatakowali rafinerię i położone przy niej domy mieszkalne pracowników. Tłum był uzbrojony w żelazne pręty, noże i deski. Arabowie plądrowali okolicę, wyszukując żydowskich robotników. W pogromie zginęło 39 Żydów, a kolejnych 49 zostało rannych. W około godzinę od rozpoczęcia zamieszek, na miejsce zdarzeń przybyli brytyjscy żołnierze i jednostki policji mandatowej. Bardzo szybko uspokojoną sytuację, jednak policjanci nie podjęli próby identyfikacji sprawców pogromów i nikogo nie zatrzymali. Policja sprowadziła arabskie autobusy i wywiozła Arabów do ich domów położonych w okolicznych wsiach. Postawa brytyjskich policjantów była niezrozumiała, tym bardziej, że była to największa i najbardziej brutalna masakra ludności cywilnej do jakiej doszło w Mandacie Palestyny od czasu głosowania w ONZ.

## Konsekwencja zamachu
Pierwszą bezpośrednią konsekwencją masakry w Hajfie była przeprowadzona 31 grudnia 1947 roku operacja kompanii szturmowych Palmach we wsiach Balad asz-Szajch i Hausza, gdzie doszło do masakry ludności arabskiej. Żydowscy żołnierze weszli do wiosek przebrani za Arabów, z tego powodu do walk doszło już głównie wewnątrz domów. Było to najważniejszym czynnikiem zwiększającym liczbę ofiar. We wsi Balad asz-Szajch zginęło 14 mieszkańców, w tym 10 kobiet i dzieci (niektóre źródła mówią o 60 zabitych). We wsi Hausza wysadzono kilka domów.
Społeczność żydowska powołała specjalną komisję śledczą do zbadania przyczyn i okoliczności masakry w Hajfie. Jej raport wskazał, że pogrom nie był wcześniej zaplanowany, a doszło do niego na skutek zamachu terrorystycznego przeprowadzonego przez Irgun. Raport ujawnił, że niektórzy arabscy robotnicy ukrywali swoich żydowskich współpracowników lub pomagali im w ucieczce. Agencja Żydowska natychmiast potępiła akcję Irgunu, nazywając ją „aktem szaleństwa”. Jednak w tajemnicy, wydano rozkazy, aby Hagana zaczęła naśladować Irgun w działaniach przeciwko ludności arabskiej. Podjęto także próbę ukarania sprawców zamachu na rafinerię w Hajfie. Jako pierwszego porwano członka Irgunu, Mojżesza. Tydzień później uprowadzono wysokiego dowódcę Irgunu w Hajfie, Mojżesza Levi. W odpowiedzi Irgun porwał kilku członków Hagany. Cała ta sytuacja przyczyniła się do wzrostu nieufności pomiędzy oboma żydowskimi organizacjami.